# Vika Jigulina
Vika Jigulina, születési nevén Victoria Corneva (Cahul, 1986. február 18. –) moldáv-román zenei producer, énekesnő és lemezlovas.
Bolgár és orosz felmenőkkel is rendelkezik. 2000-ben Temesvárra költözött, itt folytatta tanulmányait, majd Bukarestbe került, ahol rádiós műsorok házigazdája lett. 2010-ben megkapta a román állampolgárságot is.
Lemezlovasként olyan előadóak dalait dolgozta fel, mint ATB, Tomcraft, Steve Angello vagy Sebastian Ingrosso. 2009-ben ő énekelt Edward Maya "Stereo Love" című dalában, amely világsikert ért el. Első saját dala, a "Memories" 2012 szeptemberében jelent meg. 2012-ben látható volt a román Playboy magazin címlapján. 2020-ban az Előre című animációs film román változatához adta szinkronhangját.

## Diszkográfia

### Kislemezek
- "Stereo Love" (2009, közr. Edward Maya)
- "Memories" (2012)
- "Love of My Life" (2014, közr. Edward Maya)